# Limnophora brunneicosta
Limnophora brunneicosta este o specie de muște din genul Limnophora, familia Muscidae, descrisă de Malloch în anul 1929. Conform Catalogue of Life specia Limnophora brunneicosta nu are subspecii cunoscute.